# Vienna Open 2017 - Qualificazioni singolare
Le qualificazioni del singolare al Vienna Open 2017 sono state un torneo di tennis preliminare per accedere alla fase finale della manifestazione. I vincitori dell'ultimo turno sono entrati di diritto nel tabellone principale. In caso di ritiro di uno o più giocatori aventi diritto a questi sono subentrati i lucky loser, ossia i giocatori che hanno perso nell'ultimo turno ma che avevano una classifica più alta rispetto agli altri partecipanti che avevano comunque perso nel turno finale.

## Teste di serie
1. Nikoloz Basilašvili (primo turno)
2. Guido Pella (qualificato)
3. Dušan Lajović (primo turno)
4. Thomas Fabbiano (ultimo turno, Lucky loser)

1. Rogério Dutra da Silva (primo turno)
2. Guillermo García López (qualificato)
3. Pierre-Hugues Herbert (qualificato)
4. Andreas Seppi (primo turno)

## Qualificati
1. Guillermo García López
2. Guido Pella

1. Pierre-Hugues Herbert
2. Dennis Novak

### Lucky loser
1. Thomas Fabbiano

## Tabellone

### Legenda
| - Q = Qualificato - WC = Wild card - LL = Lucky loser | - ALT = Alternate - SE = Special Exempt - PR = Protected Ranking | - w/o = Walkover - r = Ritirato - d = Squalificato |

### Sezione 1
|  | Primo turno | Primo turno            | Primo turno            | Primo turno | Primo turno |  |  | Ultimo turno | Ultimo turno           | Ultimo turno | Ultimo turno | Ultimo turno |  |
|  |             |                        |                        |             |             |  |  |              |                        |              |              |              |  |
|  | 1           | Nikoloz Basilašvili    | Nikoloz Basilašvili    | 1           | 5           |  |  |              |                        |              |              |              |  |
|  |             | Serhij Stachovs'kyj    | Serhij Stachovs'kyj    | 6           | 7           |  |  |              | Serhij Stachovs'kyj    | 6            | 3            | 1            |  |
|  |             | Jerzy Janowicz         | Jerzy Janowicz         | 67          | 4           |  |  | 6            | Guillermo García López | 3            | 6            | 6            |  |
|  | 6           | Guillermo García López | Guillermo García López | 7           | 6           |  |  |              |                        |              |              |              |  |

### Sezione 2
|  | Primo turno | Primo turno            | Primo turno            | Primo turno | Primo turno |  |  | Ultimo turno | Ultimo turno | Ultimo turno | Ultimo turno | Ultimo turno |  |
|  |             |                        |                        |             |             |  |  |              |              |              |              |              |  |
|  | 2           | Guido Pella            | 6                      | 5           | 6           |  |  |              |              |              |              |              |  |
|  | WC          | Elias Ymer             | 3                      | 7           | 3           |  |  | 2            | Guido Pella  | Guido Pella  | 6            | 6            |  |
|  |             | Lukáš Lacko            | Lukáš Lacko            | 7           | 6           |  |  |              | Lukáš Lacko  | Lukáš Lacko  | 2            | 2            |  |
|  | 5           | Rogério Dutra da Silva | Rogério Dutra da Silva | 5           | 4           |  |  |              |              |              |              |              |  |

### Sezione 3
|  | Primo turno | Primo turno           | Primo turno    | Primo turno | Primo turno |  |  | Ultimo turno | Ultimo turno          | Ultimo turno          | Ultimo turno | Ultimo turno |  |
|  |             |                       |                |             |             |  |  |              |                       |                       |              |              |  |
|  | 3           | Dušan Lajović         | Dušan Lajović  | 3           | 4           |  |  |              |                       |                       |              |              |  |
|  | PR          | Simone Bolelli        | Simone Bolelli | 6           | 6           |  |  | PR           | Simone Bolelli        | Simone Bolelli        | 6(1)         | 2            |  |
|  |             | Quentin Halys         | 2              | 7           | 3           |  |  | 7            | Pierre-Hugues Herbert | Pierre-Hugues Herbert | 7            | 6            |  |
|  | 7           | Pierre-Hugues Herbert | 6              | 5           | 6           |  |  |              |                       |                       |              |              |  |

### Sezione 4
|  | Primo turno | Primo turno           | Primo turno           | Primo turno | Primo turno |  |  | Ultimo turno | Ultimo turno    | Ultimo turno | Ultimo turno | Ultimo turno |  |
|  |             |                       |                       |             |             |  |  |              |                 |              |              |              |  |
|  | 4           | Thomas Fabbiano       | Thomas Fabbiano       | 6           | 6           |  |  |              |                 |              |              |              |  |
|  | WC          | Andreas Haider-Maurer | Andreas Haider-Maurer | 3           | 2           |  |  | 4            | Thomas Fabbiano | 4            | 6            | 3            |  |
|  | WC          | Dennis Novak          | Dennis Novak          | 6           | 7           |  |  | WC           | Dennis Novak    | 6            | 3            | 6            |  |
|  | 8           | Andreas Seppi         | Andreas Seppi         | 4           | 6(1)        |  |  |              |                 |              |              |              |  |